# François Charles Schenckbecher
François Charles Schenckbecher, né le 5 aout 1887 à Niedernai et mort le 25 octobre 1942 à Obernai, est un peintre alsacien français.

## Biographie
Né à Niedernai le 5 octobre 1887 de François Xavier Schenckbecher, menuisier et sacristain, et de Anne Barbe Hess.
 Après des études à l'école normale d'Obernai, il devient instituteur à Rosheim en 1908. En 1911 il se marie avec Julia Stahl et a 3 enfants en 1914,1916 et 1918.Il suit les cours de l'école des arts décoratifs de Strasbourg en 1912 et 1913, et devient ensuite professeur de dessin. Il accomplit son service militaire dans l'armée allemande et à la déclaration de guerre est affecté comme infirmier dans un hopital de campagne sur le front de l'ouest près de Verdun.
Après la guerre expose pour la première fois à Rosheim à la maison d'art alsacienne une toile peinte à Saverne acquise par le musée de Strasbourg. En 1919 et 1920 il suit des cours de perfectionnement en français comme beaucoup d'instituteurs alsaciens. En 1919 il est, avec Paul Welsch, l'un des créateurs du "groupe de mai"  et en 1920 devient sociétaire du Salon d'automne.
En 1921, il est nommé professeur de dessin et de mathématique au collège d'Obernai, puis au Lycée Kléber de Strasbourg. Sa femme meurt en 1922 et Le 2 avril 1923 il se remarie à Niedernai avec Marie Barbe Hess et le couple a un fils. En 1927 il est l'auteur de l'affiche, du décor et des costumes du Mystère de Joseph dont une représentation est donnée à Paris. Il est nommé officier d'académie en 1929.
En 1939, il est professeur au lycée Louis-le-Grand à Paris. Fin 1940, il reprend son poste au Lycée Kléber et il meurt le 25 octobre 1942 à Obernai.
L'artiste plasticienne Isabelle Schenckbecher est sa petite fille.

## Collections publiques
- Musée d'art moderne et contemporain (Strasbourg)[6] 19 œuvres.
- Musée royal des beaux-arts d'Anvers : Paysage aux 3 arbres